# 藤阿久町
藤阿久町（ふじあぐちょう）は、群馬県太田市にある地名（町丁）。郵便番号は373-0034。

## 概要
宝泉地区にある町丁。

## 地理
北部から南東部にかけて蛇川が流れている。

### 近隣町丁
- 新野町
- 新道町
- 由良町
- 藤久良町
- 細谷町
- 岩瀬川町
- 下浜田町
- 浜町
- 西本町
- 大島町

## 世帯数と人口
2022年（令和4年）3月31日現在の世帯数と人口は以下の通りである。
| 町丁     | 世帯数   | 人口   |
| -------- | -------- | ------ |
| 藤阿久町 | 1534世帯 | 2917人 |

## 小・中学校の学区
市立小・中学校に通う場合、学区は以下の通りとなる。
| 番地                                                                       | 小学校               | 中学校             |
| -------------------------------------------------------------------------- | -------------------- | ------------------ |
| 藤阿久本村、藤阿久椿森、藤久良町1区、藤久良町2区、藤久良町3区、藤久良町4区 | 太田市立宝泉東小学校 | 太田市立城西中学校 |

## 交通

### 鉄道
南部に東武伊勢崎線が通っている。町内に鉄道駅はない。

### 道路
- 群馬県道2号前橋館林線
- 群馬県道312号太田境東線
- 群馬県道2号前橋館林線

## 施設
- 関東学園大学
- 群馬県立太田特別支援学校
- セブンイレブン藤阿久店
- いっちょう藤阿久店
- 天下一品太田店